# Panchatantra

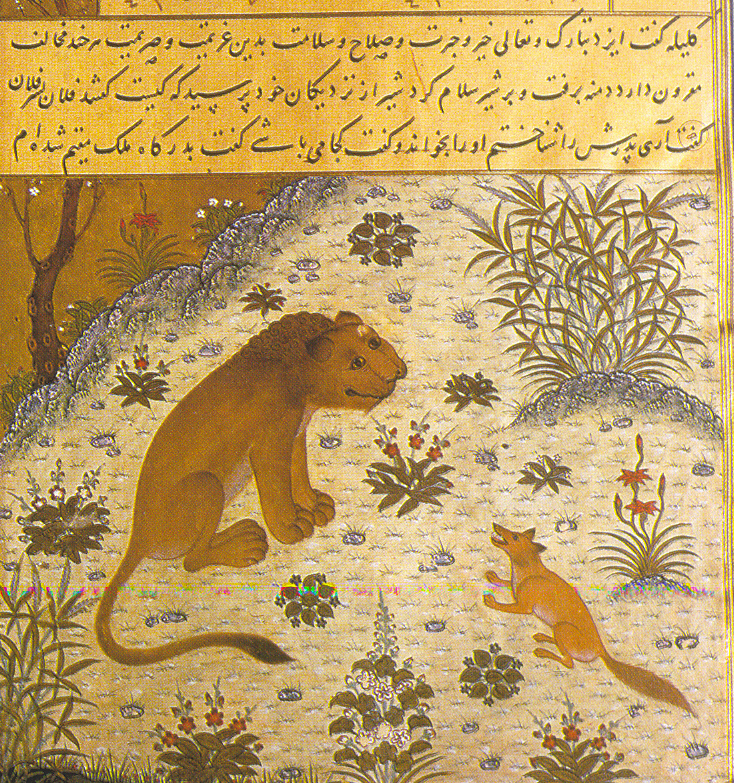
Uma página do Calila e Dimna datada de 1429, de Herate, uma tradução em persa do Panchatantra derivada da versão árabe — Calila e Dimna — descreve o chacal-vizir manipulativo, Dimna, tentando levar seu rei-leão à guerra

O Panchatantra (IAST: Pañcatantra, sânscrito: पञ्चतन्त्र, 'Cinco Princípios') é a mais antiga coleção de fábulas indianas conhecida. Originalmente era uma coleção de fábulas com animais em verso e prosa em sânscrito (hindu) e em pali (budista). O texto original em sânscrito, atualmente perdido, que foi provavelmente composto no século III a.C., é atribuído a Vishnu Sarma. Entretanto, sendo baseado em tradições orais mais antigas, seus antecedentes entre contadores de histórias provavelmente são tão antigos quanto a origem da língua e dos primeiros agrupamentos sociais do subcontinente de caçadores e pescadores reunidos em torno de fogueiras. É certamente o produto literário da Índia mais traduzido e possui mais de 200 versões em mais de 50 línguas.
Na décima terceira narrativa encontramos uma história com temática similar a da  nossa conhecida Festa no Céu.
Trata-se da história de "Cambugriva, uma tartaruga que morava no lago Fulatpala, no país de Mágada. Dois gansos, Sancata e Vicata, para salvá-la da estiagem que seca as águas do lago, levam-na pelos ares, segura pela boca a um bastão. Vendo o espanto dos lavradores que a olham nas nuvens, Cambugriva abre a boca para dizer: que admiração é esta? E vem morrer aos pedaços, nos rochedos"